# سیارک ۲۶۲۳۴
سیارک ۲۶۲۳۴ (به انگلیسی: 26234 Leslibrinson، نامگذاری:1998QV12)۲۶۲۳۴مین سیارک کشف شده‌است که در ۱۷ اوت ۱۹۹۸ کشف شد.